# Evenwichtsprijs

Figuur 1. Een voorbeeld van een vraagcurve. Vraagcurve D1 kruist de aanbodcurve S1. De evenwichtsprijs bedraagt P1 en de verhandelde hoeveelheid bedraagt Q1.
Nu verschuift door bijvoorbeeld een stijging van het besteedbaar inkomen de vraagcurve naar buiten (weg van de oorsprong). De nieuwe vraagcurve is nu D2. De nieuwe evenwichtsprijs bedraagt P2 en de nieuwe verhandelde hoeveelheid bedraagt Q2.

De evenwichtsprijs is in de economie de prijs waarvoor geldt dat het aanbod (van goederen) gelijk is aan de vraag (naar goederen). 
In een langetermijnevenwicht kan een evenwichtsprijs tot stand komen op het punt waar de vraagcurve (D van Demand) en de aanbodcurve (S van Supply) elkaar kruisen. Wanneer er een verschuiving plaatsvindt van de vraagcurve, bijvoorbeeld omdat de vragers door een stijging van het besteedbaar inkomen tegen dezelfde prijs bereid zijn om meer van het goed aan te schaffen, dan zal er een nieuw evenwicht tot stand komen waar er tegen een hogere prijs meer van het goed zal worden verhandeld. Dit wordt geïllustreerd in de hiernaast afgebeelde figuur. 
Bij veranderingen in de vraag en/of het aanbod zal de evenwichtsprijs veranderen. 